# باكستريت بويز
باك ستريت بويز (بالإنجليزية: Backstreet Boys)‏ (أحياناً يتم منادتهم بي اس بي) فرقة بوب موسيقية أمريكية، تأسست في مدينة أورلاندو، فلوريدا سنة 1993. تتكون الفرقة من أي جي مكلين، هاوي دورو، نيك كارتر، كيفن ريتشاردسون، براين ليتريل.
تَمتّعتْ الفرقة بنجاحِ هائلِ في النصف الأخير من التسعينياتِ وبداية الألفينات، وحازت 12 من أغانيها على المرتبة الأولى في الولايات المتّحدةَ ولمدة تفوق 40 أسبوعا، وفي المملكة المتحدة حصلت 16 من أغانيهم على المركز الأول في سباق ترتيب الأغاني، كما أن الفرقة حازت على جوائز عديدة من أبرزها جائزة غرامي، وباعت أكثر من 120 مليون نسخة ألبومِ حول العالم، مما جعل الفريق صاحب الألبومات الأعلى مبيعات على مدى التاريخ. كما أن ألبوم "Millenium" الذي أطلقته الفرقة سنة 1999 هو حامل لقب ثاني ألبومات البوب الأكثر مبيعا عبر التاريخ.
صعدت الفرقة للشهرة بطرح أول ألبوم عالمي، بعنوان Backstreet Boys عام (1996). وفي السنة التالية قامت بإصدار ثاني ألبوم عالمي بعنوان Backstreet's Back، وإصدار أول البوم في الولايات المتحدة الذي كان استمراراً لنجاح الفرقة عالمياً. صعدودهم للنجومية كان بثالث ألبوم لهم بعنوان Millennium في (1999) وتبعه ألبوم Black & Blue عام (2000).
بعد انقطاع دام سنتين، اجتمعت الفرقة مرة أخرى وقامت بإصدار ألبوم عودتها بعنوان Never Gone في (2005). بعد الانتهاء من جولة الألبوم في 2006، ترك كيفن الفرقة بسبب اهتمامات أخرى. وبعدها أصدرت الفرقة ألبومين كرباعي: Unbreakable عام (2007) و This Is Us عام (2009).
وفي 2012، أعلنت الفرقة عن عودة كيفن بشكل دائم. في السنة التالية إحتفلت الفرقة بالذكرى ال20 وبإصدار أول ألبوم مستقل، In a World Like This عام (2013). وقامت الفرقة أيضاً بإصدار أول فلم وثائقي لها بعنوان  Backstreet Boys: Show 'Em What You're Made Of في يناير 2015.
باعت الفرقة أكثر من 130 مليون نسخة ألبومِ حول العالم، مما جعلها الفرقة الأفضل مبيعاً في التاريخ، ومن أفضل المطربين مبيعاً في العالم. وهي الفرقة الأولى منذ فرقة سيد التي تصل أول تسعة ألبومات لها إلى أفضل 10 في قائمة بيلبورد 200، وهي الفرقة الشبابية الأولى والأخيرة التي تحقق ذلك. ونالت الفرقة أيضا نجمة في ممر الشهرة في هوليوود في 22 أبريل 2013.
منذ عودتها إلى الساحة الغنائية بعد كساد فني دام لثلات سنوات عادت الفرقة سنة 2005 لتغير نمطها الموسيقي، وذلك بشكل مباشر عبر دمج موسيقى الروك والإلكترو في أغانيها. كما أنه في يونيو/حزيران 2006 صدر عن الفريق بيان بخصوص نية «كيفين ريتشاردسون» ترك الفريق لأسباب بررها وهي بنيته الاهتمام بشؤون أخرى ومن أبزها الاهتمام بزوجته وأبناءه، وقد ترك كيفن الفريق لمدة تفوق الست سنوات، وفي 29 أبريل 2012 اعلنت الفرقة من خلال الحفلة الشهيرة لهم في لندن ضمن جولتهم NKTOBSB بأن هناك مفاجئة وهي عودة القائد للفريق كيفن ريتشاردسون إلى الفرقة وكانت آنذاك مفاجئة ضخمة للجمهور الحاضر بلندن.

### 2004-06: Never Gone ومغادرة ريتشاردسون

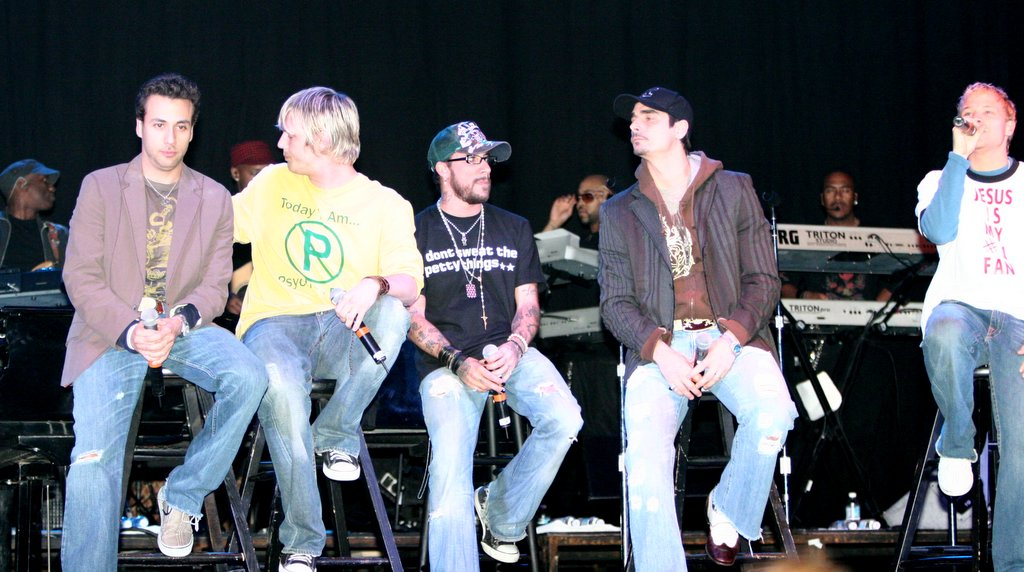
باكستريت بويز في كس اف إم جنجل بيل باش 8.

### 2007–2010: Unbreakable وThis Is Us

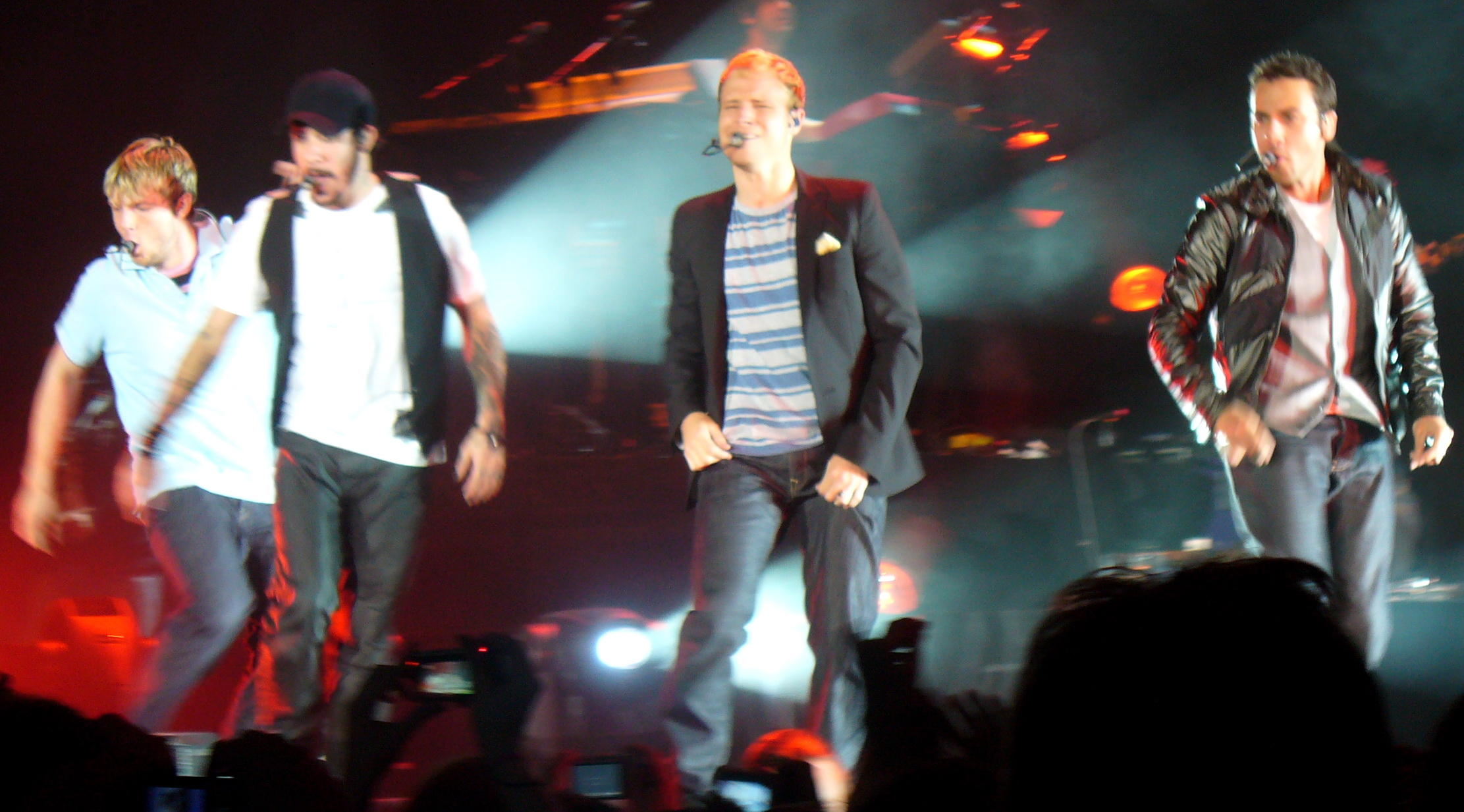
باكستريت بويز يأدون دون ريتشاردسون في جولة Unbreakable.

## المسيرة الفنية
باك ستريت بويز هي المجموعة الغنائية الأكثر نجاحاً والأكثر مبيعاً في العالم بالنسبة لفرقة بوب، أصدرت أول ألبوم لها "Backstreet Boys International" عام 1996 والذي انتشر في أوروبا وباع أكثر من 11 مليون نسخة. 

ثم عادت إلى وطنها الأم أمريكا عام 1997 لتصدر ألبوم بنفس اسم الفريق "Backstreet Boys" والذي يعتبر الأكثر مبيعا بالنسبة إلى أول البوم يصدره فنان في مسيرة حياته محققا مبيعات تخطت 34 مليون نسخة ونجحت كل أغانيه ومن أبرزها "We've Got It Goin' On"، "Anywhere for You"، "I'll Never Break Your Heart"، "Quit Playin' Games "و "Get Down" <br"/> بالإضافة إلى الأغاني التي لم تصور على طريقة الفيديو كليب وذلك في مختلف الاذاعات العالمية. 

في نفس السنة أطلق الفريق ألبوم "Backstreet's Back" محققا نجاحا منقطع النظير وحققت أبرز اغانيه "Everybody" و"All I Have to Give" نجاحا كبيرا. 

وفي عام 1999 أطلقت الفرقة ألبوم ميلينيوم وهو الأكثر رواجاً في أسبوعه الأول حيث باع أكثر من 5 ملايين نسخة في أسبوعه الأول والذي يعتبر من أشهر ألبوماتهم والأكثر مبيعا ببيعه أكثر من 40 مليون نسخة. 

و تعتبر أغنية "I Want It That Way" فيه من أشهر أغانيهم إلى الآن وهي الأغنية صاحبة لقب أغنية فرق الأولاد (البويز باند) الأكثر نجاحاً لكل الازمان في استفتاء اجرته قناة إم تي في، هذا ألالبوم بيع منه أكثر من 3 ملايين ألبوم
ليصبح الألبوم الأكثر رواجا لفرقة بويز باند وألبوم البوب الثاني الأكثر مبيعا في التاريخ بعد ألبوم ملك البوب مايكل جاكسون الأسطوري ثريلر. 

وفي عام 2000 اصدرت الفرقة ألبوم "Black And Blue"الذي باع أكثر من 25 مليون نسخة، وحققت أغنيته الرئيسية "The call" نجاحا كبيرا
بعد ذلك مر الفريق بفترة كساد فني ففي عام 2005 أصدر ألبوم "Never Gone" الذي بيعت منه 10 ملايين نسخة
و لكن ألبومهم "Unbreakable" الذي يحتوي على مزيج من فريد من موسيقى متجددة وأسلوب الفرقة الذي اشتهرت به بشكل متقن والذي صدر في أواخر سنة 2007 لقى ألبومهم نجاحا كبيرا حول العالم مذكرا بالنجاح الأسطوري الذي حققته الفرقة خلال فترتها الذهبية.
و في يوم 6 أكتوبر 2009 صدر البومهم " This Is Us " واعتبر من أفضل الألبومات في تلك السنة، حيث احتوي على أغاني من نوع البوب الذي اشتهرت به الفرقة، ونوع ال[ار ان بي] المفضل لدزالجيل الحالي من محبي الموسيقى الغربية.
و في برنامج «قود مورنينج أمريكا» أعلن الفريق انه يُجهز للألبوم القادم الذي سيكون في بداية عام 2013، كما أن الفريق يقوم بالعمل في بعض المنتجين في أوروبا.
كما اختيرت الفرقة ضمن قائمه الفنانين العشرة الأكثر تأثيرا في الموسيقى في العالم محرزة المركز السادس.
باعت الفرقة أكثر من 130 مليون اسطوانة في جميع أنحاء العالم

## الأعضاء
- أي جي مكلين (1993–الآن) - باريتون
- هاوي دورو (1993–الآن) - كاونترتينور
- نيك كارتر (1993–الآن) - باريتون
- براين ليتريل (1993–الآن) - باريتون
- كيفن ريتشاردسون (1993–2006; 2012–الآن) - باس

## أرقام قياسية
في كتاب جينيس عام 2001 ذكر أن ألبوم بلاك آند بلو الألبوم الأكثر مبيعاً في أسبوعه الأول مع أكثر من 5 ملايين نسخة
في كتاب جينيس عام 2001 ذكر أن باك ستريت بويز فرقة الذكور (بويز باند) الأكثر مبيعاً حول العالم مع أكثر من 75 مليون ألبوم.
يعتبر «باك ستريت بويز» الآن أفضل فريق أولاد «بويز باند» والانجح في العالم منذ ظهورهم عام 1996،

## الجولات الغنائية العالمية
- We Wanna Be with You Tour: 1995–1996
- The Space Show: 1996–1996
- Backstreet Boys: Live In Concert Tour: 1996–1997
- Backstreet's Back Tour: 1997–1998
- Into the Millennium Tour: 1999–2000
- Black & Blue Tour: 2000–2001
- Up Close & Personal: Tour 2005
- Never Gone Tour: 2005–2006
- Unbreakable Tour: 2008–2009
- This Is Us Tour: 2009–2011[2]
- NKOTBSB Tour: 2011–2012
- In a World Like This Tour: 2013–2015

Larger Than Life Tour : 2017

## الألبومات
| السنة | الألبوم              | ملاحظة           |
| ----- | -------------------- | ---------------- |
| 1996  | Backstreet Boys      | النسخة الدولية   |
| 1997  | Backstreet Boys      | النسخة الأمريكية |
| 1997  | Backstreet's Back    |                  |
| 1999  | Millenium            |                  |
| 2000  | Black & Blue         |                  |
| 2005  | Never Gone           |                  |
| 2007  | Unbreakable          |                  |
| 2009  | This Is Us           |                  |
| 2013  | In a World Like This |                  |